# Pitkäjärvi (sjö i Nurmes, Norra Karelen)
Pitkäjärvi är en sjö i kommunen Nurmes i landskapet Norra Karelen i Finland. Den är 13,9 meter djup. Arean är 37 hektar och strandlinjen är 3,98 kilometer lång. Sjön  ingår i Vuoksens huvudavrinningsområde.   Den ligger omkring 100 kilometer nordväst om Joensuu och omkring 410 kilometer nordöst om Helsingfors. 